# Sterculia scortechinii
Sterculia scortechinii är en malvaväxtart som beskrevs av George King. Sterculia scortechinii ingår i släktet Sterculia och familjen malvaväxter. Inga underarter finns listade i Catalogue of Life.